# Aruxa (cidade)
Aruxa (Em inglês e suaíli: Arusha) é uma cidade no norte da Tanzânia, capital da região homônima. De acordo com o Censo realizado em 2012, conta com uma população de 416.442 mais 323,198 que vivem nos entornos do Distrito de Aruxa. A cidade é um grande centro diplomático internacional, sendo sede da Comunidade da África Oriental e do Tribunal Penal Internacional para o Ruanda entre 1994 e 2015.